# Robbe Ceurens
Robbe Ceurens, né le 29 juin 2001 à Vlezenbeek, est un coureur cycliste belge.

## Biographie
Robbe Ceurens participe à ses premières courses cyclistes en 2010. Diagnostiqué d'un diabète de type 1 à quatorze ans,, il ne délaisse pas pour autant le vélo. Il participe ainsi à un camp de détection de l'équipe Novo Nordisk en 2017, réservée uniquement aux coureurs atteints de sa maladie.
En 2019, il se distingue dans des courses régionales belges en obtenant deux victoires et divers tops dix. Il intègre ensuite la réserve de la formation Novo Nordisk en 2020, après un passage dans la structure juniors. Décrit comme un puncheur, il obtient quelques tops dix dans des courses inscrites au calendrier de l'UCI en 2021. Il effectue plusieurs piges au niveau professionnel à partir du mois d'aout, notamment sur le Tour du Danemark.
Il passe finalement professionnel en 2022 chez Novo Nordisk. Durant cette saison, il obtient son meilleur résultat sur le Tour de Bulgarie en terminant neuvième d'une étape. Il décide toutefois de mettre un terme à sa carrière au printemps 2023, en raison de nombreux désagrégements physiques.

## Classements mondiaux
| Année                                 | 2021  |
| ------------------------------------- | ----- |
| Classement mondial                    | 2337e |
| UCI Europe Tour                       | 1559e |
|                                       |       |
| Légende : nc = non classéSource : UCI |       |